# Roseline Vachetta
Roseline Vachetta (ur. 12 grudnia 1951 w Le Mans) – francuska polityk, działaczka trockistowska i związkowa, eurodeputowana w latach 1999–2004.

## Życiorys
W 1973 uzyskała dyplom w zakresie kształcenia specjalnego. Pracowała w wyuczonym zawodzie do 1991. Później zatrudniona w administracji miejskiej w Fontaine i Grenoble, m.in. jako urzędnik zajmujący się zapobieganiu przestępczości. Związana także z Powszechną Konfederacją Pracy oraz ruchami antyfaszystowskimi w Isère.
Przez lata działała w Rewolucyjnej Lidze Komunistycznej, była jednym z rzeczników krajowych tej trockistowskiej partii. Po jej rozwiązaniu w 2009 przystąpiła do Nowej Partii Antykapitalistycznej.
W wyborach w 1999 z ramienia koalicji LCR i LO jako przedstawiciel pierwszego z tych ugrupowań uzyskała mandat posłanki do Parlamentu Europejskiego V kadencji. Należała do Konfederacyjnej Grupy Zjednoczonej Lewicy Europejskiej i Nordyckiej Zielonej Lewicy, pracowała w Komisji Przemysłu, Handlu Zewnętrznego, Badań Naukowych i Energii. W PE zasiadała do 2004.